# Resolutie 419 Veiligheidsraad Verenigde Naties
Resolutie 419 van de Veiligheidsraad van de Verenigde Naties werd zonder stemming aangenomen op 24 november 1977. De Veiligheidsraad deed een oproep om de Volksrepubliek Benin te helpen met het herstellen van de schade die was ontstaan na een mislukte staatsgreep eerder dat jaar.

## Achtergrond
Op 16 januari 1977 voerden een tachtigtal Afrikaanse en Franse huurlingen een aanval uit op de Beninse havenstad Cotonou. De Veiligheidsraad had middels resolutie 404 een onderzoeksmissie naar het land gestuurd om de gebeurtenissen te onderzoeken. Die kwam tot de conclusie dat het een poging tot staatsgreep betrof.
Bij de aanval waren zeven doden, een vermiste en 51 gewonden gevallen. De huurlingen hadden negentien publieke gebouwen in de stad aangevallen en zwaar beschadigd met mortiergranaten. Daaronder waren het presidentieel paleis, verschillende ministeries, het radiogebouw, het televisiegebouw, de luchthavengebouwen, de ambassades van Nigeria en Zaïre en de residentie van de Amerikaanse ambassadeur.
Het grootste financiële verlies werd geleden in de landbouw. Aangezien iedereen geacht werd hier buiten de werkuren aan bij te dragen – dus ook militairen en het personeel van bedrijven – en zij in de plaats bewakingsopdrachten moesten doen, daalde de opbrengst. Zo daalde de productie van katoen met meer dan de helft, die van pinda's met ongeveer een derde en die van maïs en rijst met een kwart.
Verder werden de verliezen van militair materieel, elektriciteitsproductie, de luchtvaart, toerisme, bioscopen en onverwachte overheidsuitgaven berekend. De totale schatting kwam uit op bijna zeven miljard CFA-frank, wat in 1977 overeenkwam met circa 28 miljoen Amerikaanse dollar.

## Inhoud
De Veiligheidsraad had het rapport gekregen over de schade die de aanval van de huurlingen in Benin had aangericht. Landen, internationale organisaties en VN-organisaties werden opgeroepen te helpen met het herstel. Secretaris-generaal Kurt Waldheim werd gevraagd Benin daarin bij te staan en hierover rapport uit te brengen.
Daarnaast was men overtuigd van de nood aan samenwerking tussen alle landen om meer te weten te komen over de huurlingen die op 16 januari tegen Benin opereerden. Benin vreesde nog aanvallen door huurlingen. Men nam ook akte van Benins wens om de huurlingen die hadden deelgenomen aan de aanval te vervolgen.

## Verwante resoluties
- Resolutie 404 Veiligheidsraad Verenigde Naties
- Resolutie 405 Veiligheidsraad Verenigde Naties

Lijst ·  403 ·  404 ·  405 ·  406 ·  407 ·  408 ·  409 ·  410 ·  411 ·  412 ·  413 ·  414 ·  415 ·  416 ·  417 ·  418 ·  419 ·  420 ·  421 ·  422